# Saison 1997-1998 de snooker
Navigation
1996-1997 1998-1999
La saison 1997-1998 de snooker est la 30e saison de snooker. Elle regroupe 27 tournois organisés par la WPBSA entre le 8 mai 1997 et juin 1998.

## Nouveautés
- Apparition au calendrier du circuit du Royaume-Uni, ensemble de tournois permettant d'obtenir l'accession au circuit professionnel.
- Création de deux nouveaux tournois en Chine pour commencer la saison : l'International Superstar et l'International de Chine.
- Deux tournois classés ne sont pas reconduits : il s'agit du Classique d'Asie et de l'Open d'Europe. Ce dernier sera réintroduit la saison suivante en tant qu'Open d'Irlande.

## Calendrier
| C = Tournoi classé (professionnel)              |
| NC = Tournoi non classé (professionnel)         |
| P/A = Tournoi pro-am (professionnel et amateur) |
| CRU = Circuit du Royaume-Uni (amateur)          |

| Dates (mois-jour) | Dates (mois-jour) | Tournoi                            | Lieu                 | Site                             | Cat. | Vainqueur            | Finaliste            | Score  | Références |
| 05-08             | 05-11             | Open d'Autriche                    | Wels                 | BRP Hall                         | P/A  | Graeme Dott          | Matthew Couch        | 7-6    |            |
| 08-14             | 08-16             | International Superstar            | Canton               | Guangdong Hotel                  | NC   | Ronnie O'Sullivan    | Jimmy White          | 5-3    | [ 1 ]      |
| 09–17             | 09-20             | Internationaux de Chine            | Pékin                |                                  | NC   | Steve Davis          | Jimmy White          | 7-4    | [ 2 ]      |
| 09–30             | 10-05             | Masters d'Écosse                   | Motherwell           | Civic Centre                     | NC   | Nigel Bond           | Alan McManus         | 9–8    | [ 3 ]      |
| 10–14             | 10–26             | Grand Prix                         | Bournemouth          | Bournemouth International Centre | C    | Dominic Dale         | John Higgins         | 9–6    | [ 4 ]      |
| 10-??             | 10-??             | Tournoi Pontins pro-am (automne)   | Prestatyn            | Pontins                          | P/A  | James McGouran       | Matthew Couch        | 5-3    |            |
| 10–27             | 11-08             | Championnat Benson & Hedges        | Malvern              | Willie Thorne Snooker Centre     | NC   | Andy Hicks           | Paul Davies          | 9–6    | [ 5 ]      |
| 10–30             | 11-02             | Grand Prix de Malte                | Marsaskala           | Jerma Palace Hotel               | NC   | Ken Doherty          | John Higgins         | 7–5    | [ 6 ]      |
| 11-??             | 11-??             | Championnat de Merseyside          | Liverpool            | Billiards & Snooker Club         | NC   | Antony Bolsover (en) | Paul Wykes (en)      | 5-4    |            |
| 11–12             | 11-30             | Championnat du Royaume-Uni         | Preston              | Preston Guild Hall               | C    | Ronnie O'Sullivan    | Stephen Hendry       | 10–6   | [ 7 ]      |
| 12–08             | 12–14             | Open d'Allemagne                   | Bingen am Rhein      | Atlantis Rheinhotel              | C    | John Higgins         | John Parrott         | 9–4    | [ 8 ]      |
| 01–16             | 01-25             | Open du pays de Galles             | Newport              | Newport Leisure Centre           | C    | Paul Hunter          | John Higgins         | 9–5    | [ 9 ]      |
| 02–01             | 02–08             | Masters                            | Londres              | Wembley Conference Centre        | NC   | Mark Williams        | Stephen Hendry       | 10–9   | [ 10 ]     |
| 02–12             | 02–22             | Open d'Écosse                      | Aberdeen             | A.E.C.C.                         | C    | Ronnie O'Sullivan    | John Higgins         | 9–5    | [ 11 ]     |
| 02-26             | 03-01             | Challenge de la charité            | Derby                | Assembly Rooms                   | NC   | John Higgins         | Ronnie O'Sullivan    | 9–8    | [ 12 ]     |
| 03–07             | 03–15             | Masters de Thaïlande               | Bangkok              | Imperial Queens Park Hotel       | C    | Stephen Hendry       | John Parrott         | 9–6    | [ 13 ]     |
| 03–24             | 03–29             | Masters d'Irlande                  | Kill                 | Goff's                           | NC   | Ken Doherty          | Ronnie O'Sullivan    | [ 14 ] | [ 15 ]     |
| 04-02             | 04–12             | Open de Grande-Bretagne            | Plymouth             | Plymouth Pavilions               | C    | John Higgins         | Stephen Hendry       | 9–8    | [ 16 ]     |
| 04–18             | 05–04             | Championnat du monde               | Sheffield            | Crucible Theatre                 | C    | John Higgins         | Ken Doherty          | 18–12  | [ 17 ]     |
| 01-03             | 05–17             | Première ligue                     | Irthlingborough      | Diamond Centre                   | NC   | Ken Doherty          | Jimmy White          | 10–2   | [ 18 ]     |
| 05–16             | 05–23             | Tournoi Pontins professionnel      | Prestatyn            | Pontins                          | NC   | Mark Williams        | Martin Clark (en)    | 9–6    | [ 19 ]     |
| 06-??             | 06-??             | Tournoi Pontins pro-am (printemps) | Prestatyn            | Pontins                          | P/A  | James McGouran       | Neal Foulds          | 7-0    |            |
| ??-??             | ??-??             | Circuit du Royaume-Uni (épreuve 1) | Aldershot            | Breaks Snooker Centre            | CRU  | Paul McPhillips (en) | Michael Holt         | 6-5    |            |
| ??-??             | ??-??             | Circuit du Royaume-Uni (épreuve 2) | Stockport            | Hazel Grove Snooker Club         | CRU  | Mark Fenton          | Antony Bolsover (en) | 6-4    |            |
| ??-??             | ??-??             | Circuit du Royaume-Uni (épreuve 3) | Swindon              | Jesters Snooker Club             | CRU  | Simon Bedford (en)   | Robert Milkins       | 6-3    |            |
| ??-??             | ??-??             | Circuit du Royaume-Uni (épreuve 4) | Stirling             | Spencers Snooker Club            | CRU  | Patrick Wallace (en) | Shaun Murphy         | 6-4    |            |
| ??-??             | ??-??             | Circuit du Royaume-Uni (épreuve 5) | Newcastle-under-Lyme | Club Snooker                     | CRU  | Paul Sweeny          | Hugh Abernethy (en)  | 6-5    |            |

## Classement mondialen début et fin de saison

### Classement après lechampionnat du monde 1997
| Rang | Évol.         | Joueur            |
| 1    | en stagnation | Stephen Hendry    |
| 2    | 9             | John Higgins      |
| 3    | 7             | Peter Ebdon       |
| 4    | en stagnation | John Parrott      |
| 5    | 7             | Nigel Bond        |
| 6    | en stagnation | Alan McManus      |
| 7    | 2             | Ken Doherty       |
| 8    | 5             | Ronnie O'Sullivan |
| 9    | 1             | Darren Morgan     |
| 10   | 8             | Steve Davis       |
| 11   | 2             | Dave Harold       |
| 12   | 7             | James Wattana     |
| 13   | 6             | Jimmy White       |
| 14   | 6             | Alain Robidoux    |
| 15   | 1             | Tony Drago        |
| 16   | 23            | Mark Williams     |

### Classement après lechampionnat du monde 1998
| Rang | Évol.         | Joueur            |
| 1    | en stagnation | Stephen Hendry    |
| 2    | en stagnation | John Higgins      |
| 3    | 4             | Ken Doherty       |
| 4    | 12            | Mark Williams     |
| 5    | 2             | Peter Ebdon       |
| 6    | 2             | John Parrott      |
| 7    | 1             | Ronnie O'Sullivan |
| 8    | 3             | Nigel Bond        |
| 9    | 5             | Alain Robidoux    |
| 10   | 4             | Alan McManus      |
| 11   | 4             | Tony Drago        |
| 12   | en stagnation | James Wattana     |
| 13   | 3             | Steve Davis       |
| 14   | 8             | Anthony Hamilton  |
| 15   | 6             | Darren Morgan     |
| 16   | 15            | Stephen Lee       |